# Bill Christiansen
Edward William „Bill“ Christiansen (* 24. Februar 1914 in Fargo, North Dakota; † 28. März 2000) war ein US-amerikanischer Politiker. Zwischen 1973 und 1977 war er Vizegouverneur des Bundesstaates Montana.

## Werdegang
Bill Christiansen absolvierte die Fargo High School und studierte danach an der North Dakota State University. Seit 1947 lebte er in der Stadt Hardin in Montana, wo er als Teilhaber einer Ford-Vertretung im Automobilgeschäft tätig wurde. In Hardin wurde er ein angesehener Bürger, der Mitglied zahlreicher Organisationen und Vereinigungen war. Im Jahr 1969 zog er nach Helena, die Hauptstadt des Staates Montana. Politisch wurde er Mitglied der Demokratischen Partei. Zwischen 1965 und 1973 saß er als Abgeordneter im Repräsentantenhaus von Montana, Dort leitete er 1971 die demokratische Fraktion.
1972 wurde Christiansen an der Seite von Thomas Lee Judge zum Vizegouverneur von Montana gewählt. Dieses Amt bekleidete er zwischen 1973 und 1977. Dabei war er Stellvertreter des Gouverneurs. In seiner Eigenschaft als Vizegouverneur hatte er auch mehrere andere politische Ämter auf Staatsebene inne. Nach seiner Zeit als Vizegouverneur zog er sich aus der Politik zurück. Er starb am 28. März 2000 und wurde in Helena beigesetzt.